# المسلسل النرويجي العار (موسيقى تصويرية)
اعتمد صناع المسلسل النرويجي العار على تشكيلة قوية وواسعة من المقاطع الموسيقية الشهيرة التي تم اختيارها بعناية فائقة لعبت دورًا كبيرًا في نجاحه رغم تقليص المدد الزمنية حسب ما تسمح به سياسة موقع البث يوتيوب حتى لا يحدث خرق لحقوق المؤلفين وقد تمت كتابة العديد من المشاهد مستلهمة من أغنية معينة أو مشهد محدد تكون الأغنية الملهم الأساسي له. لكن النجاح الغير متوقع للمسلسل جعل مشاكل عقود ترخيص الموسيقى المدعومة فقط للجمهور النرويجي تؤدي إلى منع جغرافي في بعض الدول. تم عرض المسلسل على هيئة الإذاعة النرويجية (بالإنجليزية: NRK) منذ العام 2015 لأربعة مواسم تلفزيونية.

## الموسم 1
| م | الحلقة          | الأغنية - الفرقة/المغني                 | المدة                                                                                          |
| - | --------------- | --------------------------------------- | ---------------------------------------------------------------------------------------------- |
| 1 | حظا سعيدا إيزاك | - LANA DEL REY - Music To Watch Boys To | - 0:00 (جوناس يقبل إيفا ويتركها جالسة على الأرض. إيفا في المنزل وتحاول القيام بواجبها المنزلي) |

## الموسم 2
| م  | الحلقة                      | الأغنية - الفرقة/المغني                                         | المدة                                            |
| -- | --------------------------- | --------------------------------------------------------------- | ------------------------------------------------ |
| 1  | حافظي على وعدك              | - TURBONEGRO - City of Satan                                    | - 1:10 (أغنية الافتتاح بلقطات لحفلات المراهقين)  |
| 1  | حافظي على وعدك              | - إيمي واينهاوس - The Girl from Ipanema                         | - 1:18 (نورا تطبخ)                               |
| 1  | حافظي على وعدك              | - إلتون جون - Circle of Life                                    | - 0:42 (نورا تدخل غرفة إسكيلد بالخطأ)            |
| 1  | حافظي على وعدك              | - (CARL LOUIS - Human Again (feat. Ary                          | - 4:23 (موسيقى نورا مع الفتيات في المطبخ)        |
| 1  | حافظي على وعدك              | - بريتني سبيرز - أعطني أكثر (أغنية)                             | - 4:23 (رقص نورا والفتيات وإسكيلد)               |
| 1  | حافظي على وعدك              | - ليدي غاغا - باد رومانس                                        | - 0:00 (إسكيلد يكمل الحفل مع الفتيات)            |
| 1  | حافظي على وعدك              | - (CARL LOUIS - Apogee (feat. Pav                               | - 0:00 (نهاية الحلقة)                            |
| 2  | تكذبين على صديقتك وتلومينني | - نيو أوردر - Blue Monday                                       | - (جوناس يمر في الساحة بالعرض البطيئ)            |
| 2  | تكذبين على صديقتك وتلومينني | - جوي ديفيجن - New Dawn Fades                                   | - (تمر جميلة ورفيقاتها بمحاذات سناء)             |
| 2  | تكذبين على صديقتك وتلومينني | - ذا ويكند - The Hills                                          | - (وليام ونورا في السيارة)                       |
| 2  | تكذبين على صديقتك وتلومينني | - Tami Tamaki - I Never Loved This Fast Before                  | - (نهاية الحلقة)                                 |
| 3  | هل تخفي شيئًا عنا؟           | - كانييه ويست مع جي-زي - Illest Motherfucker Alive              | - (يخرج ويليام وأصدقاؤه من سيارته)               |
| 3  | هل تخفي شيئًا عنا؟           | - hanzee - The Penetrators 2016                                 | - (في حفل وليام)                                 |
| 3  | هل تخفي شيئًا عنا؟           | - ZL-Project - ÅRETS BUSS Galleriet 2015                        | - (وصول الشرطة لشقة وليام)                       |
| 3  | هل تخفي شيئًا عنا؟           | - ليل وين - (Love Me (feat. Drake & Future                      | - (المخترق كريس يغادر مع فتاتين)                 |
| 3  | هل تخفي شيئًا عنا؟           | - WET WET WET - Love Is All Around                              | - (نورا تغني لويليام الأغنية I)                  |
| 3  | هل تخفي شيئًا عنا؟           | - رونان كيتينغ - When You Say Nothing At All                    | - (نورا تغني لويليام الأغنية II)                 |
| 3  | هل تخفي شيئًا عنا؟           | - EXTREME - More Than Words                                     | - (نورا تغني لويليام الأغنية III + نهاية الحلقة) |
| 4  | كنت أعلم                    | - MASSIVE ATTACK & YOUNG FATHERS - Voodoo in My Blood           | - (بداية الحلقة)                                 |
| 4  | كنت أعلم                    | - WATKIN TUDOR JONES - Super Evil                               | - (نهاية الحلقة)                                 |
| 5  | بالتأكيد لست غيورة          | - إم.آي.أيه - Borders                                           | - (منظر المدينة قبل دخول الفتيات للحفل)          |
| 5  | بالتأكيد لست غيورة          | - روبن ميريام كارلسون - Dancing On My Own                       | - (عندما تعلم إيفا بعلاقة جوناس)                 |
| 5  | بالتأكيد لست غيورة          | - روبن ميريام كارلسون - (Dancing On My Own (Chew Fu Remix       | - (عندما تدخل نورا وإيفا الحفل)                  |
| 5  | بالتأكيد لست غيورة          | - (BEK & WALLIN - (Woops 2016 (feat. Benjamin Beats             | - (خلال الحفل)                                   |
| 5  | بالتأكيد لست غيورة          | - TIX & THE PØSSY PROJECT - East High 2016                      | - (نورا تبحث على ويليام في الحفل)                |
| 5  | بالتأكيد لست غيورة          | - TAME IMPALA - Let It Happen                                   | - (ويليام يطلب من نورا النظر في عينيه)           |
| 5  | بالتأكيد لست غيورة          | - دونالد غلوفر - Zealots of Stockholm                           | - (ويليام يرحل من الحفل بعد رفض نورا له)         |
| 5  | بالتأكيد لست غيورة          | - كولدبلاي - الجنة (أغنية كولدبلاي)                             | - (نورا تقبل ويليام)                             |
| 5  | بالتأكيد لست غيورة          | - ليدي سفرن - Love Me or Hate Me                                | - (نهاية الحلقة)                                 |
| 6  | لست بحاجة إلى حماية         | - Mandal Byorkester - Bojarenes Indtogsmarsch                   | - (نيكو في المطبخ)                               |
| 6  | لست بحاجة إلى حماية         | - (EGIL ELLEVILL - Bromance (feat. Jack Dee                     | - (نهاية الحلقة)                                 |
| 7  | نورا، أنت بحاجة للجنس       | - AIR - Sexy Boy                                                | - (نورا وويليام في قبو المدرسة)                  |
| 7  | نورا، أنت بحاجة للجنس       | - فيرجي - Clumsy                                                | - (ويليام ونورا في غرفتها)                       |
| 7  | نورا، أنت بحاجة للجنس       | - BODØ DOMKOR - Våren                                           | - (الفتيات يصعدن حافلة المخترقين)                |
| 7  | نورا، أنت بحاجة للجنس       | - أكسويل - Barricade                                            | - (موسيقى بدء الحفل)                             |
| 7  | نورا، أنت بحاجة للجنس       | - ZL-PROJECT - Overdoze 2016                                    | - (وليام ونورا ينظران إلى بعضهما)                |
| 7  | نورا، أنت بحاجة للجنس       | - سكريليكس - Scary Monsters and Nice Sprites                    | - (مشاجرة وليام ومجموعته مع الياكوزا)            |
| 7  | نورا، أنت بحاجة للجنس       | - D.J. a-Flash - Step It Up                                     | - (نهاية الحلقة)                                 |
| 8  | أنت تفكرين فقط في وليام     | - Susanne Sundfør - Darlings                                    | - (نورا وويليام في الحديقة)                      |
| 8  | أنت تفكرين فقط في وليام     | - Bloksberg - Gamlebyen                                         | - (نورا ونيكو يتحدثان)                           |
| 8  | أنت تفكرين فقط في وليام     | - SMERZ - Because                                               | - (نورا تثمل في حفل نيكو)                        |
| 8  | أنت تفكرين فقط في وليام     | - oslo filharmoniske orkester and mariss jason - morgenstemning | - (نهاية الحلقة)                                 |
| 9  | أشتاق إليك بجنون            | - Susanne Sundfør - Kamikaze                                    | - (وليام ونورا في الفصل)                         |
| 9  | أشتاق إليك بجنون            | - بيونسيه - Pray You Catch Me                                   | - (نهاية الحلقة)                                 |
| 10 | سأوضح لك كل شيء             | - Rockettothesky - Grizzly Man                                  | - (ويليام ونورا نائمين)                          |
| 10 | سأوضح لك كل شيء             | - Fagert er landet                                              | - (نورا والفتيات عند الطبيب)                     |
| 10 | سأوضح لك كل شيء             | - فيرجي - Here I Come                                           | - (نورا تواجه نيكو)                              |
| 10 | سأوضح لك كل شيء             | - Feitn fra Kolbotn - Noe Bedre                                 | - (نورا تحاول تهدئه ويليام + نهاية الحلقة)       |
| 11 | هل حقا لا تتذكرين أي شيء؟   | - ميسي إيليوت - One Minute Man                                  | - (نورا تنتظر ويليام للتحدث)                     |
| 11 | هل حقا لا تتذكرين أي شيء؟   | - Passion Pit - Tonight, Tonight                                | - (ويليام يعود لنورا)                            |
| 11 | هل حقا لا تتذكرين أي شيء؟   | - دكتور دري مع سنوب دوغ - Still D.R.E                           | - (نهاية الحلقة)                                 |
| 12 | هل تذهبين معي؟              | - Highasakite - God Don’t Leave Me                              | - (نورا وويليام يرقدان)                          |
| 12 | هل تذهبين معي؟              | - Kamelen - Ingenting                                           | - (وليام يتوصل باستدعاء المحكمة)                 |
| 12 | هل تذهبين معي؟              | - Kamelen - Si Ingenting                                        | - (نورا تتواصل مع الياكوزا في إنتظار ويليام)     |
| 12 | هل تذهبين معي؟              | - ذا بلاك آيد بيز - I Gotta Feeling                             | - (منظر أوسلو قبل الحفل)                         |
| 12 | هل تذهبين معي؟              | - دافيد غيتا - I Gotta Feeling FMIF Remix                       | - (موسيفى في الحفل)                              |
| 12 | هل تذهبين معي؟              | - أستريد أس - 2am                                               | - (نورا وويليام يتبادلان الرسائل على الهاتف)     |
| 12 | هل تذهبين معي؟              | - إيكون مع سنوب دوغ - I Wanna Fuck You                          | - (رسالة نورا الأخيرة لويليام)                   |
| 12 | هل تذهبين معي؟              | - (Sonny Alven - Our Youth (feat. Emmi                          | - (ويليام يطلب من المخترف كريس الخروج من غرفته)  |
| 12 | هل تذهبين معي؟              | - Audun André Sandvik + Ketil Scheie - Somewhere Only We Know   | - (ويليام ونورا في غرفته ونظرة على الحفل)        |
| 12 | هل تذهبين معي؟              | - Robin og Bugge - Best når jeg er                              | - (موسيقى في الحفل)                              |
| 12 | هل تذهبين معي؟              | - Alphaville - Young Forever                                    | - (نهاية الحلقة)                                 |
| 12 | هل تذهبين معي؟              | - جي-زي مع بيونسيه - Young Forever                              | - (نهاية الحلقة)                                 |

## الموسم 3
| م  | الحلقة                                                   | الأغنية - الفرقة/المغني                                                      | المشهد أو المدة                                     |
| -- | -------------------------------------------------------- | ---------------------------------------------------------------------------- | --------------------------------------------------- |
| 1  | حظا سعيدا إيزاك                                          | - Sandra Lyng - LiQR                                                         | - 1:02 (خلال حفلة الرقص)                            |
| 1  | حظا سعيدا إيزاك                                          | - Pieces of Juno - Silver & Gold                                             | - 0:90 (إيزاك و إيما في الحمام)                     |
| 1  | حظا سعيدا إيزاك                                          | - (DATSIK - Smoke Bomb (مع. سنوب دوغ                                         | - 0:30 (رجوع إيزاك للحفل)                           |
| 1  | حظا سعيدا إيزاك                                          | - إن دبليو أيه - "Fuck tha Police"                                           | - 0:23 (حضور الشرطة للحفل)                          |
| 1  | حظا سعيدا إيزاك                                          | - DESIIGNER - "Panda"                                                        | - 0:15 (هرب إيزاك من الشرطة)                        |
| 1  | حظا سعيدا إيزاك                                          | - "Fredag - "Kjartan Lauritzen                                               | - 1:00 (اجتماع فتيات مجموعة كروس)                   |
| 1  | حظا سعيدا إيزاك                                          | - "THE MAGNETIC FIELDS - "Three-Way                                          | - 1:14 (نهاية الحلقة)                               |
| 2  | أنت فوق الـ 18 ، صحيح؟                                   | - C.R.E.A.M. - WU-TANG CLAN                                                  | - 1:10 (اسكيلد في غرفة إيزاك)                       |
| 2  | أنت فوق الـ 18 ، صحيح؟                                   | - ناز - The World Is Yours                                                   | - 1:32 (إيزاك يشاهد فيديو إفين)                     |
| 2  | أنت فوق الـ 18 ، صحيح؟                                   | - راديوهيد - Talk Show Host                                                  | - 0:43 (إيزاك يشاهد مرور إفين في الثانوية)          |
| 2  | أنت فوق الـ 18 ، صحيح؟                                   | - MGMT - Electric Feel                                                       | - 1:17 (إيزاك وأصدقاءه يغادرون الثانوية)            |
| 2  | أنت فوق الـ 18 ، صحيح؟                                   | - ناز - The Message                                                          | - 1:29 (إيزاك وإفين على الشرفة)                     |
| 2  | أنت فوق الـ 18 ، صحيح؟                                   | - NILS BECH - That Girl                                                      | - 1:33 (نهاية الحلقة)                               |
| 3  | أنت ترتبط كثيرا                                          | - LCD SOUNDSYSTEM - Someone Great                                            | - 1:28 (إيزاك يجري اختبار المثلية)                  |
| 3  | أنت ترتبط كثيرا                                          | - SURFEROSA - Neon Commando                                                  | - (مقاطعة إفين لإيزاك وإيما أثناء الحفل)            |
| 3  | أنت ترتبط كثيرا                                          | - MARISS JANSONS & OSLO PHILHARMONIC ORCHESTRA - Grieg: Holberg Suite, Op.40 | - 2:01 (حصة الرقص)                                  |
| 3  | أنت ترتبط كثيرا                                          | - روبن - Call Your Girlfriend                                                | - (إيزاك ينظر إلى إفين يرقص مع سونيا)               |
| 3  | أنت ترتبط كثيرا                                          | - No. 4 - Lite Og Stort                                                      | - (نهاية الحلقة)                                    |
| 4  | أريد السباحة/هل نعد الحفل معا؟                           | - جاستن بيبر - (Sorry (مع J Balvin                                           | - 1:30 (اجتماع إيزاك وإيما وإفين وسونجا)            |
| 4  | أريد السباحة/هل نعد الحفل معا؟                           | - TEARS FOR FEARS - Head Over Heels / Broken                                 | - 1:00 (إيزاك وإفين على الدراجة)                    |
| 4  | أريد السباحة/هل نعد الحفل معا؟                           | - ديزري (مغنية) - أقبلك (أغنية)                                              | - 2:21 (مشهد القبلة في المسبح)                      |
| 4  | أريد السباحة/هل نعد الحفل معا؟                           | - (SLICK POSH - KoKo Remix (feat. Benny Fransen & Bob Dalton                 | - 0:52 (إيزاك وإفين يهربان من المسبح ونهاية الحلقة) |
| 5  | في نفس الوقت لكن في مكان اخر/هل يمكنني البقاء معك للأبد؟ | - 10CC - I'm Not in Love                                                     | - 0:56 (إفين وإيزاك في الغرفة)                      |
| 5  | في نفس الوقت لكن في مكان اخر/هل يمكنني البقاء معك للأبد؟ | - ذا فيلفيت أندرغراوند - Sunday Morning                                      | - 1:29 (إيزاك وحده في الغرفة)                       |
| 5  | في نفس الوقت لكن في مكان اخر/هل يمكنني البقاء معك للأبد؟ | - DÅRLIG VANE - Gikk I Bakken                                                | - 1:30 (إيزاك وأصدقاءه يتحدثون)                     |
| 5  | في نفس الوقت لكن في مكان اخر/هل يمكنني البقاء معك للأبد؟ | - VINCE STAPLES - Lift Me Up                                                 | - 1:32 (إيزاك وأصدقاءه ذاهبون لحفل إيما)            |
| 5  | في نفس الوقت لكن في مكان اخر/هل يمكنني البقاء معك للأبد؟ | - Mikkel Øwre - Berghain 2016 Nesbrurussen                                   | - 2:26 (إيزاك في حفل إيما)                          |
| 5  | في نفس الوقت لكن في مكان اخر/هل يمكنني البقاء معك للأبد؟ | - كانييه ويست - Hold My Liquor                                               | - 1:32 (إيزاك يغادر حفل إيما غاضبا + نهاية)         |
| 6  | اسكوبار/لا يمكنك فقط قول ذلك؟                            | - ناز - (Hate Me Now (مع شون كومز                                            | - 1:36 (إيزاك يمر في ساحة الثانوية)                 |
| 6  | اسكوبار/لا يمكنك فقط قول ذلك؟                            | - إن دبليو أيه - Express Yourself                                            | - (نهاية الحلقة)                                    |
| 7  | هل أنث مثلي الجنس                                        | - Everclear (band) - Local God                                               | - 0:32 (إيزاك وأصدقاءه بالمدرسة)                    |
| 7  | هل أنث مثلي الجنس                                        | - (ARIF - 7 (exploit Unge Ferrari                                            | - (إيزاك وأصدقاءه في شقة إيزاك يتسامرون)            |
| 7  | هل أنث مثلي الجنس                                        | - (ARIF - 8Ball (feat. AON & Hooks                                           | - (إيزاك يطلب من أصدقاءه المغادرة)                  |
| 7  | هل أنث مثلي الجنس                                        | - ليكي لي - Tonight                                                          | - 1:39 (إيزاك وإفن معا في الشقة)                    |
| 7  | هل أنث مثلي الجنس                                        | - فاريل ويليامز - Crave                                                      | - 0:43 (نهاية الحلقة)                               |
| 8  | رجل احلامي/توقفي عن الاتصال بإسحاق                       | - ملوك الملاءمة (فرقة) - Misread                                             | - (إسكيلد ونورا وإفين وإيزاك في المطبخ)             |
| 8  | رجل احلامي/توقفي عن الاتصال بإسحاق                       | - غابرييل ليثاغ - 5 Fine Frøkner                                             | - 1:48 (إفين وإيزاك في المطبخ)                      |
| 8  | رجل احلامي/توقفي عن الاتصال بإسحاق                       | - دونالد غلوفر - II. Worldstar                                               | - 0:37 (إفين وإيزاك في الطريق للفندق)               |
| 8  | رجل احلامي/توقفي عن الاتصال بإسحاق                       | - ذا ويكند - High for This                                                   | - 0:53 (إفين وإيزاك في الفندق)                      |
| 8  | رجل احلامي/توقفي عن الاتصال بإسحاق                       | - جي-زي مع بيونسيه - (Part II (On the Run                                    | - (نهاية الحلقة)                                    |
| 9  | مرحبا بكم في البريد الصوتي                               | - DE LILLOS - Hjernen er alene                                               | - 1:23 (إيزاك يبحث عن مرض إفين)                     |
| 9  | مرحبا بكم في البريد الصوتي                               | - NILS BECH - O Helga Natt                                                   | - 6:06 (تراتيل الكنيسة ترافق إيزاك)                 |
| 10 | دقيقة بالدقيقة / رأيتك في اليوم الأول من المدرسة         | - The White Birch (band) - Lantern                                           | - 1:00 (إيزاك يراقب إفين وهو نائم)                  |
| 10 | دقيقة بالدقيقة / رأيتك في اليوم الأول من المدرسة         | - أورورا (مغنية) - Conqueror                                                 | - (إفين يلعب الفيديو مع لين)                        |
| 10 | دقيقة بالدقيقة / رأيتك في اليوم الأول من المدرسة         | - Benji Hughes - Girls Love Shoes                                            | - 1:02 (فرقة الرقص تتقدم نحو إيزاك)                 |
| 10 | دقيقة بالدقيقة / رأيتك في اليوم الأول من المدرسة         | - Maria Mena - Home for Christmas                                            | - (إيزاك وأصدقائه في المطبخ)                        |
| 10 | دقيقة بالدقيقة / رأيتك في اليوم الأول من المدرسة         | - كوين - Thank God It's Christmas                                            | - (نهاية الحلقة)                                    |

## الموسم 4
| م | الحلقة                 | الأغنية - الفرقة/المغني                           | المدة                                 |
| - | ---------------------- | ------------------------------------------------- | ------------------------------------- |
| 1 | هل تكرهين التسامر معنا | - (ROBYN & RÖYKSOPP - None of Dem (feat. Röyksopp | - 0:00 (سناء تنظر للمارة عبر الحافلة) |